# Нерівність Коші — Буняковського
Нерівність Коші — Шварца (Коші — Буняковського — Шварца; англ. Cauchy–Schwarz inequality, англ. Cauchy–Schwarz–inequality) — нерівність, що зв'язує норму та скалярний добуток векторів векторного простору.
Еквівалентно нерівності трикутника для норми в просторі зі скалярним добутком.
Знаходить застосування в лінійній алгебрі для векторів, в математичному аналізі для нескінченних рядів та інтегрування добутків та в теорії ймовірностей при застосуванні до варіації та коваріації.
Нерівність для сум було опубліковано Оґюстеном Коші (1821) (тому цей випадок називають — Нерівність Коші), а відповідна нерівність для інтегралів була вперше сформульована Віктором Буняковським (1859) та вдруге відкрита Германом Шварцем (1888).

## Формулювання

### Загальний випадок
Для довільних векторів {\displaystyle \ x}, {\displaystyle \ y} із прегільбертового простору виконується наступна нерівність:
{\displaystyle |\langle x,y\rangle |^{2}\leq \langle x,x\rangle \cdot \langle y,y\rangle },
де {\displaystyle \langle \cdot ,\cdot \rangle } — операція скалярного добутку, а {\displaystyle \ |\cdot |} — модуль числа.
Якщо означити норму, то нерівність можна записати як:
{\displaystyle |\langle x,y\rangle |\leq \|x\|\cdot \|y\|}.
Причому рівність виконується лише у випадку коли вектори {\displaystyle \ x}, {\displaystyle \ y} лінійно залежні.

### Частинні випадки

#### Лінійний простір ℝn
Скалярний добуток векторів {\displaystyle \ x=(x_{1},x_{2},\ldots x_{n})} і {\displaystyle \ y=(y_{1},y_{2},\ldots y_{n})} означимо за формулою
{\displaystyle \langle x,y\rangle =\sum \limits _{i=1}^{n}x_{i}y_{i}},
тоді отримаємо, що для дійсних чисел {\displaystyle \ x_{1},x_{2},\ldots x_{n},y_{1},y_{2},\ldots y_{n}} виконується нерівність
{\displaystyle \left(\sum _{i=1}^{n}x_{i}y_{i}\right)^{2}\leq \left(\sum _{i=1}^{n}x_{i}^{2}\right)\left(\sum _{i=1}^{n}y_{i}^{2}\right).}
у заданій формі нерівність Коші-Шварца часто використовується на математичних олімпіадах.

#### Лінійний простірC[a;b]
{\displaystyle \ C[a;b]} — лінійний простір неперервних на відрізку {\displaystyle \ C[a;b]} функцій.
Скалярний добуток для функцій {\displaystyle \ f(x),g(x)\in C[a;b]} означимо через
{\displaystyle \langle f(x),g(x)\rangle =\int \limits _{a}^{b}f(x)g(x)\,dx}, то виконуватиметься нерівність
{\displaystyle \left|\int \limits _{a}^{b}f(x)g(x)\,dx\right|^{2}\leq \int \limits _{a}^{b}\left|f(x)\right|^{2}\,dx\cdot \int \limits _{a}^{b}\left|g(x)\right|^{2}\,dx.}

## Доведення

### Загальний випадок
Для довільного {\displaystyle \lambda \in \mathbb {R} .} Розглянемо скалярний квадрат вектора {\displaystyle \ x+\lambda y}:
{\displaystyle 0\leq \langle x+\lambda y,x+\lambda y\rangle =\langle x,x\rangle +2\lambda \langle x,y\rangle +\lambda ^{2}\langle y,y\rangle }
Отримуємо квадратичну нерівність {\displaystyle \lambda ^{2}\|y\|^{2}+2\lambda \langle x,y\rangle +\|x\|^{2}\geq 0} для всіх {\displaystyle \lambda \in \mathbb {R} }. Це можливо, тоді і тільки тоді, коли її дискримінант {\displaystyle 4\langle x,y\rangle ^{2}-4\|x\|^{2}\|y\|^{2}} не більший від нуля.
Звідки отримуємо {\displaystyle \langle x,y\rangle \leq \|x\|\cdot \|y\|}.

### Частинний випадок

#### Лінійний простір ℝn
В лінійному просторі {\displaystyle \mathbb {R} ^{n}} з введеним скалярним добутком {\displaystyle \langle x,y\rangle =\sum \limits _{i=1}^{n}x_{i}y_{i}} нерівність Коші-Буняковського можна довести і по іншому, зокрема так
{\displaystyle \sum \limits _{i=1}^{n}\sum \limits _{j=1}^{n}\left(x_{i}y_{j}-x_{j}y_{i}\right)^{2}=\sum _{i=1}^{n}x_{i}^{2}\sum _{j=1}^{n}y_{j}^{2}+\sum _{j=1}^{n}x_{j}^{2}\sum _{i=1}^{n}y_{i}^{2}-2\sum _{i=1}^{n}x_{i}y_{i}\sum _{j=1}^{n}x_{j}y_{j}}
або після зведення однакових доданків
{\displaystyle {\frac {1}{2}}\sum _{i=1}^{n}\sum _{j=1}^{n}\left(x_{i}y_{j}-x_{j}y_{i}\right)^{2}=\sum _{i=1}^{n}x_{i}^{2}\sum _{i=1}^{n}y_{i}^{2}-\left(\sum _{i=1}^{n}x_{i}y_{i}\right)^{2}.}
Оскільки ліва частина останньої тотожності завжди є невід'ємною, бо є сумою квадратів, то права також приймає невід'ємні значення, звідки негайно слідує нерівність Коші-Шварца в лінійному просторі {\displaystyle \mathbb {R} ^{n}}
{\displaystyle \sum _{i=1}^{n}x_{i}^{2}\sum _{i=1}^{n}y_{i}^{2}-\left(\sum _{i=1}^{n}x_{i}y_{i}\right)^{2}\geq 0.}

## Найвідоміші застосування нерівності Коші-Шварца

### Нерівність трикутника
{\displaystyle {\begin{aligned}\|x+y\|^{2}&=\langle x+y,x+y\rangle \\&=\|x\|^{2}+\langle x,y\rangle +\langle y,x\rangle +\|y\|^{2}\\&\leq \|x\|^{2}+2|\langle x,y\rangle |+\|y\|^{2}\\&\leq \|x\|^{2}+2\|x\|\|y\|+\|y\|^{2}\\&=\left(\|x\|+\|y\|\right)^{2},\end{aligned}}}
добувши корінь з обидвох частин, отримаємо нерівність трикутника.

### Математичні олімпіади
На математичних олімпіадах часто використовують наслідок з нерівності Коші-Шварца для лінійного простору {\displaystyle \mathbb {R} ^{n}}:
для додатних дійсних {\displaystyle \ a_{1},a_{2},\ldots a_{n},b_{1},b_{2}\ldots b_{n}}
{\displaystyle {\dfrac {a_{1}^{2}}{b_{1}}}+{\dfrac {a_{2}^{2}}{b_{2}}}+\ldots +{\dfrac {a_{n}^{2}}{b_{n}}}\geq {\dfrac {(a_{1}+a_{2}+\ldots +a_{n})^{2}}{b_{1}+b_{2}+\ldots +b_{n}}}.}
Нерівність негайно слідує з нерівності Коші-Шварца, якщо покласти {\displaystyle x_{i}={\sqrt {\dfrac {a_{i}^{2}}{b_{i}}}},\quad y_{i}={\sqrt {b_{i}}}}.
Зокрема дану нерівність можна використати для доведення нерівності Несбіта:
з нерівностей Коші-Шварца і трьох квадратів отримуємо:
{\displaystyle {\dfrac {a^{2}}{a(b+c)}}+{\dfrac {b^{2}}{b(a+c)}}+{\dfrac {c^{2}}{c(a+b)}}\geq {\dfrac {(a+b+c)^{2}}{2(ab+bc+ac)}}\geq {\dfrac {3}{2}},}
з чого негайно слідує нерівність Несбіта.